# Giuseppe Ruzzolini
Giuseppe Ruzzolini (Róma, 1930. május 21. – Róma, 2007. április 16.) olasz operatőr.

## Pályafutása
Giuseppe Ruzzolini az 1950-es évek közepe óta dolgozik a filmiparban, eleinte mint segédoperatőr. Olyan mesterek mellett tanulta szakmája gyakorlati fogásait, mint Armando Nannuzzi, Enzo Serafin és Tonino Delli Colli. Az 1960-as évek közepétől már önálló operatőri megbízásokat is kapott a modern olasz filmművészet meghatározó egyéniségeitől. Liliana Cavanival a Francesco d'Assisi című tévéfilmben, a Taviani-fivérekkel a Felforgatók című drámában dolgozott együtt. (A testvérpárral készítette később az Allonsanfant is.) A Maigret felügyelő csapdája című krimiben bizonyíthatta először, hogy a populárisabb műfajok sem állnak távol tőle. Különösen jelentősek Pier Paolo Pasolinivel közös munkái: az Oidipusz király, a Teoréma, a Disznóól és Az Ezeregyéjszaka virágai különös, nyomasztó, de mégis magával ragadó képi világa fűződik Ruzzolini nevéhez. Ezekben a filmekben a rendező által kívánt hatást részben az enyhén imbolygó kézikamera használatával érte el. Olyan világhírű alkotók is rábízták az operatőri munkát, mint Carlo Lizzani, Gillo Pontecorvo és Roman Polański. A spagettiwestern műfajának néhány kései, de sikeres alkotását ugyancsak Ruzzolini fényképezte: Egy marék dinamit; Nevem: Senki; Egy zseni, két haver, egy balek. Az 1970-es évek második felétől inkább a gyors közönségsikerre pályázó produkciókhoz vették igénybe szakmai rutinját. Nevéhez fűződik A négy korona kincse című térhatású kalandfilm fényképezése is. Neri Parenti 2000-es komédiájával (Bodyguards – Guardie del corpo) vett búcsút a filmszakmától.

## Filmjei
- 2000 Bodyguards – Guardie del corpo
- 1993 Anni 90 – Parte II
- 1993 Per amore, solo per amore
- 1990 Voyage of Terror: The Achille Lauro Affair (tévéfilm)
- 1990 Arrivederci Roma
- 1990 L’ultima partita
- 1988 Bye Bye Baby
- 1988 Una Botta di vita
- 1987 Rimini, Rimini – un anno dopo
- 1987 Stregati
- 1987 Un Tassinaro a New York
- 1986 La Coda del diavolo
- 1985 La Donna delle meraviglie
- 1985 La Signora della notte
- 1985 A Paradicsom összes bűne (Tutta colpa del paradiso)
- 1984 A gyújtogató (Firestarter)
- 1983 A négy korona kincse (El Tesoro de las cuatro coronas)
- 1979 Due pezzi di pane
- 1979 Il Corpo della ragassa
- 1979 Vad ágyak (Letti selvaggi)
- 1978 Come perdere una moglie e trovare un'amante
- 1977 Autostop rosso sangue
- 1977 Il Figlio dello sceicco
- 1976 Basta che non si sappia in giro!… (a L’Equivoco című epizód)
- 1976 Il Comune senso del pudore
- 1975 Egy zseni, két haver, egy balek (Un Genio, due compari, un pollo)
- 1975 Mondo candido
- 1975 Piedone Hongkongban (Piedone a Hong Kong)
- 1974 Az Ezeregyéjszaka virágai (Il fiore delle mille e una notte)
- 1973 Nevem: Senki (Il mio nome è Nessuno)
- 1973 Bisturi, la mafia bianca
- 1973 Le Monache di Sant'Arcangelo
- 1973 Allonsanfan
- 1972 Micsoda? (Che?)
- 1972 Olasz kártyajáték (Lo Scopone scientifico)
- 1972 Imputazione di omicidio per uno studente
- 1972 Il Terrore con gli occhi storti
- 1971 Egy marék dinamit (Giù la testa)
- 1971 Malastrana
- 1971 Roma bene
- 1970 Contestazione generale
- 1969 12 + 1
- 1969 Disznóól (Porcile)
- 1969 Szerelem és düh  (Amore e rabbia: a La sequenza del fiore di carta című epizód)
- 1969 Queimada
- 1968 Sissignore
- 1968 Teoréma (Teorema)
- 1968 Banditák Milánóban (Banditi a Milano)
- 1968 Mangiala
- 1967 Oidipusz király (Edipo re)
- 1967 Maigret felügyelő csapdája (Maigret à Pigalle)
- 1967 Felforgatók (I Sovversivi)
- 1966 Francesco d'Assisi (tévéfilm)